# Cecilioides
Cecilioides är ett släkte av snäckor som beskrevs av A. Férussac 1814. Enligt Catalogue of Life ingår Cecilioides i familjen Ferrussaciidae, men enligt Dyntaxa är tillhörigheten istället familjen mullsnäckor.
Cecilioides är enda släktet i familjen Ferrussaciidae.
Kladogram enligt Catalogue of Life och Dyntaxa:
| Cecilioides | \| \| mullsnäcka \| \| \| \| \| \| Cecilioides aperta \| \| \| \| \| \| Cecilioides apertus \| \| \| \| |
|             | \| \| mullsnäcka \| \| \| \| \| \| Cecilioides aperta \| \| \| \| \| \| Cecilioides apertus \| \| \| \| |
|             | mullsnäcka                                                                                              |
|             | |
|             | Cecilioides aperta                                                                                      |
|             | |
|             | Cecilioides apertus                                                                                     |
|             | |

## Bildgalleri

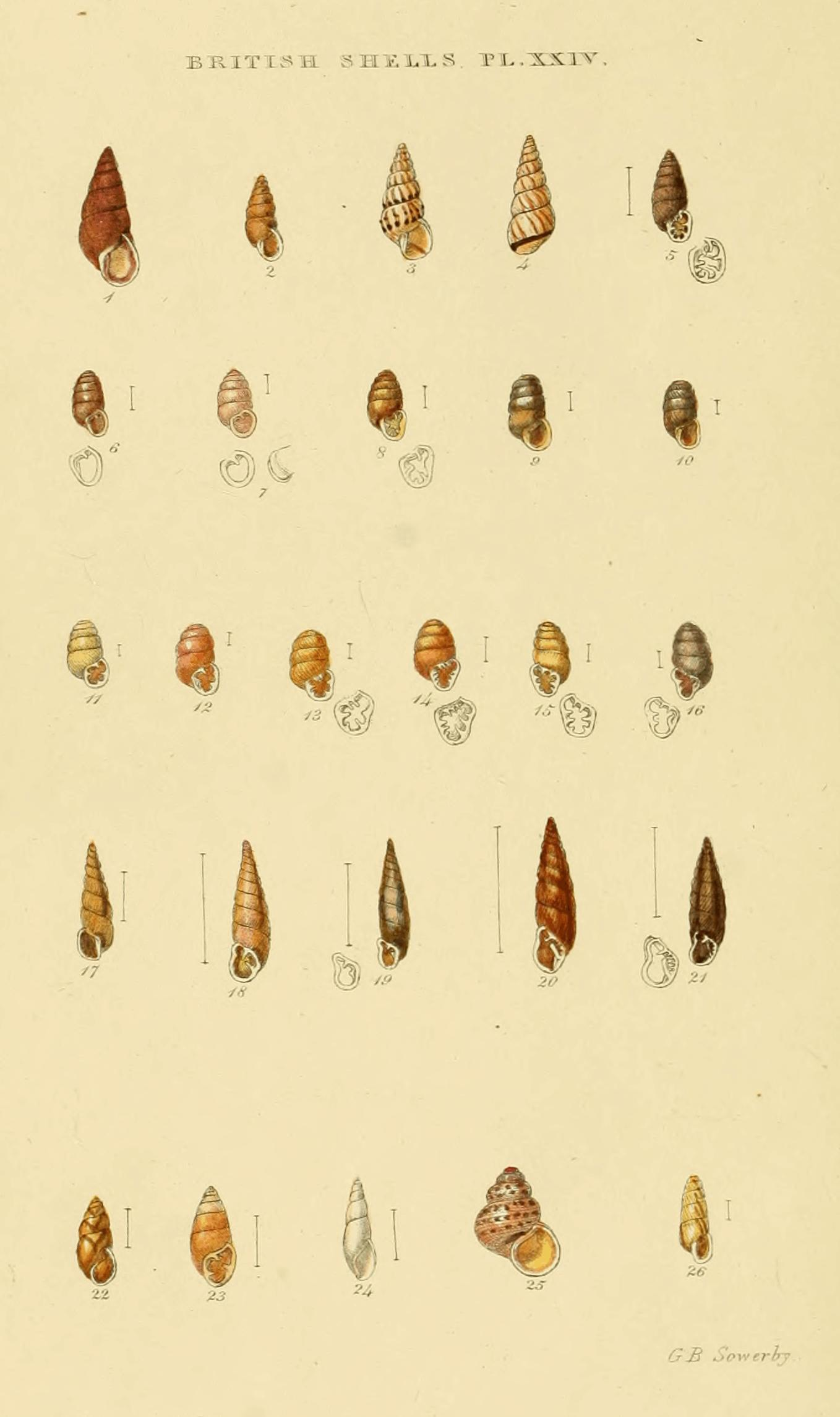